# Neivamyrmex clavifemur
Neivamyrmex clavifemur é uma espécie de formiga do gênero Neivamyrmex.